# Jody Morris
Jody Steven Morris (Hammersmith, Inglaterra, 22 de diciembre de 1978) es un futbolista inglés. Jugaba de volante y actualmente entrena a las categorías inferiores del Chelsea.

## Selección nacional
Ha sido internacional con la Selección de fútbol de Inglaterra Sub-20.

### Participaciones en Copas del Mundo
| Mundial                               | Sede    | Resultado   |
| ------------------------------------- | ------- | ----------- |
| Copa Mundial de Fútbol Sub-20 de 1997 | Malasia | 8° de final |

## Clubes
| Club             | País       | Año       |
| ---------------- | ---------- | --------- |
| Chelsea FC       | Inglaterra | 1995-2003 |
| Leeds United     | Inglaterra | 2003-2004 |
| Rotherham United | Inglaterra | 2004      |
| FC Millwall      | Inglaterra | 2004-2007 |
| St. Johnstone FC | Escocia    | 2008-2012 |
| Bristol City     | Inglaterra | 2012-2013 |

## Palmarés

### Campeonatos nacionales
| Título                      | Club             | País       | Año  |
| --------------------------- | ---------------- | ---------- | ---- |
| Copa FA                     | Chelsea FC       | Inglaterra | 2000 |
| FA Community Shield         | Chelsea FC       | Inglaterra | 2000 |
| Primera División de Escocia | St. Johnstone FC | Escocia    | 2009 |

### Copas internacionales
| Título           | Club       | País       | Año  |
| ---------------- | ---------- | ---------- | ---- |
| Recopa de Europa | Chelsea FC | Inglaterra | 1998 |